# Gerardus van Turnhout
Gerardus van Turnhout, aussi Gerard van Turnhout, Geert van Turnhout ou Gérard de Turnhout, peut-être né à Turnhout vers 1520 et mort à Madrid le 15 septembre 1580, est un compositeur de l'école franco-flamande et maître de chapelle à la cour du roi Philippe II d'Espagne.

## Biographie

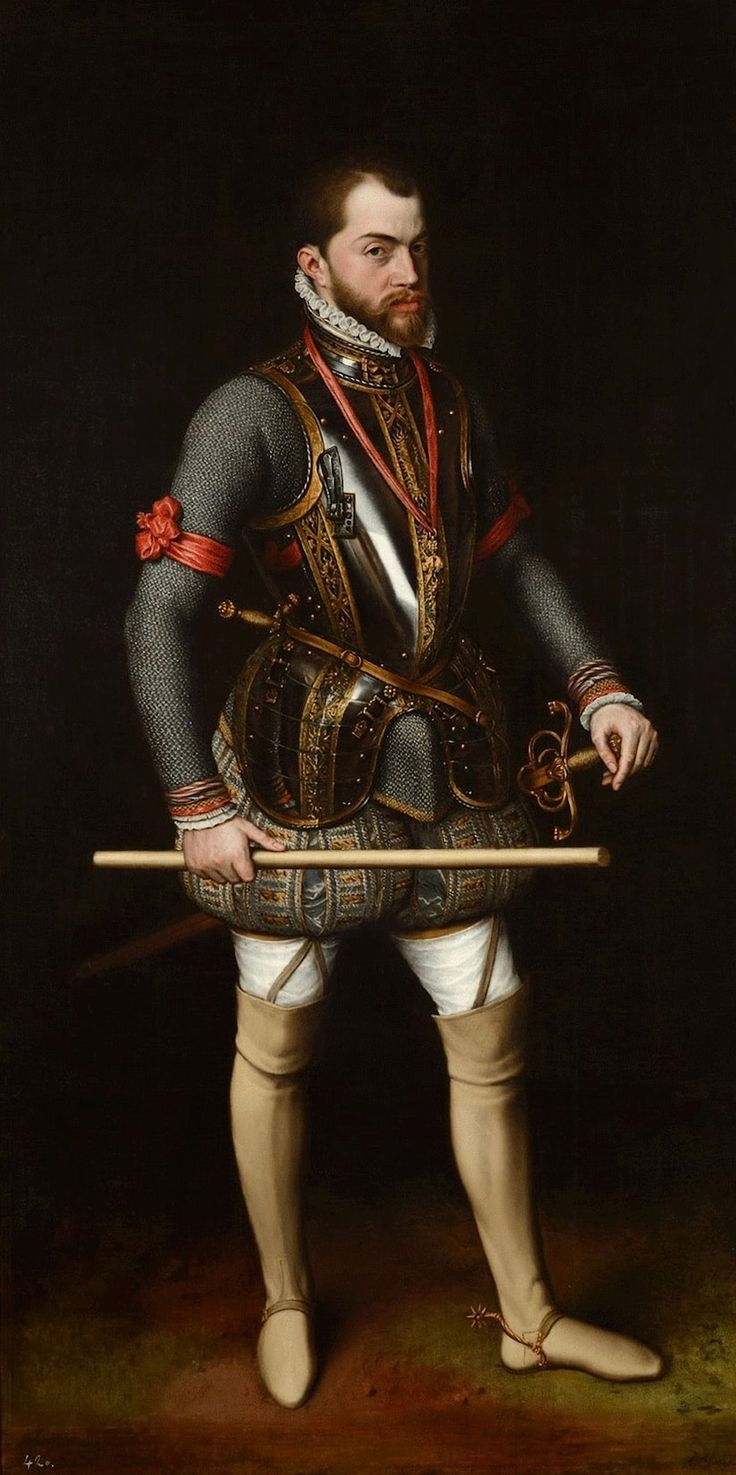
Philippe II d'Espagne, par Mor van Dashorst. Van Turnhout travailla pour lui de 1571 jusqu'à sa mort.

Son nom de famille d'origine serait Jacques.  La ville natale à laquelle il doit son patronyme était Turnhout.  Il se peut qu'il soit le frère de Jan-Jacob van Turnhout (vers 1545 - après 1618) qui fut maître de chapelle à Bruxelles entre 1594 et 1618.
On ne connaît pas le moment exact de son ordination, mais en 1559 Gerardus van Turnhout était maître de chapelle de l'église Saint-Gommaire de Lierre et il devint, en 1562, maître de chant de la confrérie de la cathédrale Notre-Dame d'Anvers, à laquelle il fut attaché à partir de 1559.  C'est en 1563 qu'il succéda à Antoine Barbe dans la fonction de maître de chant,.  En 1564, il composa un Te Deum pour la Joyeuse Entrée à Anvers de Marguerite de Parme, régente des Pays-Bas.  Comme les orgues et la collection de partitions de la cathédrale avaient péri dans le pillage par les iconoclastes en 1566, Turnhout dut s'occuper, pendant les années qui suivirent, à copier messes et motets pour remplacer ce qui avait été détruit.  Il présida la commission qui examina les orgues nouvellement construites par l'Anversois Gillis Brebos.
Le 2 mai 1571, grâce à la médiation du duc d'Albe, Philippe II d'Espagne engagea Van Turnhout comme maestro de capilla de la Capilla Flamenca à Madrid.  Après un sursis de plus d'un an, Van Turnhout entreprit le voyage à Madrid, accompagné d’un groupe de chanteurs recrutés dans les Pays-Bas.  Il apparaît pour la première fois dans les documents d'archives comme maestro de capilla en novembre 1572.  On ne dispose que de peu de données sur les activités de Van Turnhout pendant les huit années passées en Espagne.  Philippe II le tenait en haute estime, comme en témoignent les nombreuses prébendes qu'il lui attribua.  Van Turnhout occupa son poste jusqu'à sa mort.  Une des tâches qui lui incombaient consistait à recruter, dans les Pays-Bas, des enfants de chœur pour la Capilla Flamenca.

## Œuvre

### Remarques générales
Parmi les œuvres liturgiques de Van Turnhout, on trouve une messe O Marie vernans rosa et des chansons françaises et néerlandaises.  En 1564, il composa un Te Deum pour l'entrée solennelle de Marguerite de Parme à Anvers, et, en 1569, on publia de lui un recueil contenant des chansons et des motets à trois voix.  Des anthologies comprennent une messe et un nombre de chansons à deux et trois voix.  Les chansons françaises se distinguent par des mélodies qui progressent plus rapidement que les motets, dont la plupart sont imitatifs.

### Œuvres
- Missa 'O Maria vernans rosa', à cinq voix (1570)[1]

La seule messe conservée de Van Turnhout est une œuvre d'une durée particulièrement longue.  Les motifs mélodiques ne sont pas sans rappeler l'hymne Ave maris stella et l'antienne Assumpta est Maria.  L’Agnus Dei résume la matière musicale en utilisant simultanément les deux motifs les plus importants.
- Sacrarum ac aliarum cantionum, à trois voix (Louvain, 1569)

Ce recueil de vingt motets, de deux chansons spirituelles en français et de dix-huit chansons profanes était destiné à l'usage privé.  Dédié à Adriaen Dyck, greffier à Anvers, il se compose, entre autres, de chants de Noël, d'Avent et de Carême, de mises en musique du Cantique des Cantiques et de chants de remerciement qui reflètent la loyauté de Van Turnhout envers Philippe II d'Espagne.
- trois motets et dix chansons, à deux voix (1571)[1]

Une anthologie de bicinia, c'est-à-dire de chansons à deux voix, Liber musicus, duarum vocum cantiones, tum latinas tum gallicas atque teutonicas, publiée par Petrus Phalesius en 1571, contient quelques compositions de Gerardus van Turnhout, entre autres des harmonisations de chansons françaises telles que Susanne un jour d'amour solicitée  [sic] (un poème de Guillaume Guéroult) et Cessés mes yeulx de tant vous tourmenter.
- quatre chansons néerlandaises, à quatre et cinq voix (1572)

Een Duijtsch musijck boeck, une anthologie de chansons polyphoniques néerlandaises publiée par le même éditeur en 1572, contient deux chansons à quatre voix et deux autres à cinq, :
- Compt al uut zuijden, uut oosten (Venez tous du sud et de l'est ; chanson spirituelle et scripturale à quatre voix)  ;
- Hoort wel ons bedrijf die vruecht beminnen (Écoutez bien notre histoire, vous qui aimez le plaisir ; cette folle chanson à quatre voix est une harmonisation polyphonique de la première strophe d'une chanson de « faction » d'abord destinée par la chambre de rhétorique de Vilvorde au landjuweel d'Anvers de 1561 ;
- Overvlo[e]digen rijckdom noch armoede groot (Ni abondante richesse ni grande pauvreté ; chanson spirituelle et scripturale à cinq voix) ;
- Susanna haer baeijende in een fonteijn (Susanne se baignant dans une fontaine ; chanson spirituelle et scripturale à cinq voix, qui fait allusion à la chanson populaire française mise en musique par Didier Lupi Second, ici harmonisée par Van Turnhout),.
- cinq chansons spirituelles françaises, à trois voix (publiées en 1572 et en 1573).